# Motohiro Yoshida
Motohiro Yoshida (født 25. august 1974) er en tidligere japansk fodboldspiller.
Han har spillet for flere forskellige klubber i sin karriere, herunder Kashiwa Reysol og Cerezo Osaka.